# In cerca di Daisy
In cerca di Daisy (The Stone Diaries) è un romanzo di Carol Shields del 1993. In Italia è stato pubblicato anche con il titolo Diari di pietra. Il romanzo d è stato finalista al Booker Prize del 1993 ed ha vinto il Premio Pulitzer per la narrativa nel 1995.
È l'autobiografia fittizia di Daisy Goodwill Flett, in apparenza una donna ordinaria la cui vita è segnata da perdite e morti fin dall'inizio, quando la madre morì durante il parto. Attraverso il matrimonio e la maternità, Daisy fatica a trovare un appagamento, non riuscendo mai completamente a capire il vero scopo della sua vita.

## Edizioni
- Carol Shields, In cerca di Daisy, Rizzoli, 1994,  p. 290, ISBN 88-17-67773-6.